# Vranová Lhota
Vranová Lhota é uma comuna checa localizada na região de Pardubice, distrito de Svitavy.